# Mosaikgen
Ein Mosaikgen ist eine veraltete Bezeichnung für ein eukaryotisches Gen, das im Gegensatz zu prokaryotischen Genen auch nichtcodierende Abschnitte, sogenannte Introns enthält. 
Codierende Sequenzen sind DNA-Abschnitte, die nach der Transkription in RNA von den Ribosomen in die Aminosäure-Sequenz eines Proteins übersetzt werden. Die Introns werden nach der Transkription der DNA zur RNA aus dem Primärtranskript gespleißt. Die von Introns befreite RNA proteincodierende RNA wird als messenger-RNA (mRNA) bezeichnet. Diese wird weiteren Modifikationen wie dem Capping und der Polyadenylierung unterzogen. 
Mosaik bezieht sich in diesem Fall auf die Struktur des ursprünglichen Gens (Beispiel: Exon-Intron-Exon-Intron-Exon).
Mosaikgene können durch alternatives Spleißen zu verschiedenen Proteinen übersetzt werden.
Im Jahr 1977 konnten Phillip A. Sharp und Richard J. Roberts zum ersten Mal zeigen, dass eukaryotische Gene nicht aus einer einzigen durchgehend codierenden Nucleotidsequenz bestehen. Beide erhielten daraufhin 1993 den Nobelpreis für Physiologie oder Medizin „für ihre Entdeckung der Mosaikgene“.